# オスバルド・ゴリホフ
オスバルド・ゴリホフ（Osvaldo Golijov、1960年12月6日 - ）は、アルゼンチンの作曲家。

## 略歴
ゴリホフは1920年代にルーマニアとウクライナからアルゼンチンに移住してきた家族の中で、ラプラタにて育った。少年の頃、ゴリホフはイディッシュ語を学んだ。
ゴリホフの母親はピアノ教師で、父親は内科医だった。彼はクラシックの室内楽とユダヤの典礼とユダヤの伝統音楽であるクレズマー、アストル・ピアソラの新しいタンゴの喧噪の中で育ったと自分の公式ウェブサイトで語っている。彼はラプラタの音楽院でピアノを学び、ヘラルド・ガンディーニに作曲を学んだ。
1983年、ゴリホフはイスラエルに移りエルサレムのラビン音楽院でマーク・コピットマンに学び、その3年後、妻であるシルヴィア・ゴリホフと共にアメリカ合衆国に移った。彼はペンシルベニア大学でPh.Dを取得するまでアメリカの作曲家であるジョージ・クラムに学んだ。
この頃、ゴリホフはマッカーサー・フェローやその他の賞を受賞した。またスポレトUSA音楽祭、ロサンゼルス・フィルハーモニー管弦楽団のミュージック・アライブ・シリーズ、他の音楽祭でコンポーザ・イン・レジデンスなどを務めた。また英国の作曲家であるマーク＝アンソニー・タネジと共にシカゴ交響楽団のコンポーザ・イン・レジデンスを務めている。
ゴリホフはマサチューセッツ州ウースターのホーリークロス大学の音楽のロヨラ教授（この大学で顕著な功績がある教授に与えられる称号）であり、1991年以来教壇に立っている。また、ボストン音楽院でも教えている。彼は家族と共にマサチューセッツ州ニュートンに住んでいる。

## ゴリホフの音楽
ゴリホフとソフィア・グバイドゥーリナ、譚盾、ヴォルフガング・リームは、シュトゥットガルト国際バッハ・アカデミーよりヨハン・ゼバスティアン・バッハを記念する受難曲2000プロジェクトのために作曲を委嘱された。ゴリホフが提供したのは『マルコ受難曲 (La Pasion segun San Marcos)』である。
彼はまた、クロノス・クァルテットとセント・ローレンス弦楽四重奏団のために作曲とアレンジ作品を提供している。彼は頻繁にベネズエラの指揮者であるマリア・ギナーン（彼女は、2000年のオレゴン・バッハ音楽祭で『オケアナ』、2000年のシュトゥットガルト・ヨーロッパ音楽祭で『マルコ受難曲 (La Pasion segun San Marcos)』の世界初演の指揮を務めた）、クラシックとクレズマーのクラリネット奏者デヴィッド・クラカウアー、アメリカのソプラノ歌手ドーン・アップショウ（彼女は2005年のサンタフェ・オペラ音楽祭と2006年のロンドンのバービカン・センター、2007年のオペラ・ボストンで彼の新しいオペラAinadamar及びこの曲を抜粋したアリアとアンサンブルの世界初演を務めた）と仕事をしている。彼が最初に手がけた映画音楽はサリー・ポッター監督の2000年に製作した『耳に残るは君の歌声』である。より最近ではフランシス・フォード・コッポラ監督の映画『コッポラの胡蝶の夢』、『テトロ 過去を殺した男』の音楽を作曲している。
ゴリホフは、2007年のグラミー賞で、『Ainadamar: Fountain Of Tears』によりベスト・オペラ・レコーディング賞、ベスト・クラシック現代音楽作曲賞の2部門を受賞している。